# Carl Winther
Carl August Winther, född 14 december 1893 i Västra Sallerups församling, Malmöhus län, död 11 mars 1949 i Gustav Vasa församling, Stockholm, var en svensk sångare (förste tenor). 
Winther var medlem i Wiggerskvartetten 1928–1940.

## Filmografi
- 1930 – Kronans kavaljerer
- 1931 – Brokiga Blad
- 1938 – Du gamla du fria
- 1941 – Fröken Vildkatt
- 1943 – En melodi om våren

## Teater

### Roller (ej komplett)
| År   | Roll     | Produktion                                                                | Regi              | Teater        |
| ---- | -------- | ------------------------------------------------------------------------- | ----------------- | ------------- |
| 1929 | Cortezza | Nattkavaljeren Robert Stolz, Alfred Maria Willner och Rudolf Österreicher | Oskar Textorius   | Vasateatern   |
| 1930 | Anton    | Hotell Stadt Lemberg Jean Gilbert och Ernst Neubach                       | Adolf Niska       | Vasateatern   |
| 1934 | Marco    | Paganini Franz Lehár, Paul Kneppler och Beda Jenbach                      | Harry Stangenberg | Oscarsteatern |